# قائمة حروب الجزائر
خاضت ارض الجزائر الحالية على مر التاريخ العديد من الحروب والمعارك بداية من العصر النوميدي مرورًا بالعصر الإسلامي ثم حروب الأمير عبد القادر الجزائري ضد فرنسا وانتهاء بحرب التحرير الجزائرية، فضلًا عن المعارك التي خاضتها الجزائر بعد استقلالها. وقد اشتهرت الجزائر عبر مختلف الحقب التاريخية بكونها تمتلك أسطولًا قويًا يشكل أحد أعمدة قوتها العسكرية.
يعد الجيش الوطني الشعبي الجزائري سليل جيش التحرير الوطني الجزائري إذ يمثل امتدادًا له، كما شكل جيش التحرير الوطني النواة الأولى على طريق امتلاك الجزائر لجيش حديث ومعاصر، حيث اكتسب جيش التحرير الوطني خبرة كبيرة من خلال خوضه حرب التحرير منذ اندلاع ثورة نوفمبر 1954 ضد الاحتلال الفرنسي للجزائر، بما يعني أن الجزائر قد امتلكت جيشًا قويًا قبل استقلالها ومن ثم قبل تأسيس الدولة الجزائرية المعاصرة عام 1962.
تنتهج الجزائر سياسة عدم التدخل في الشئون الداخلية ويفرض دستورها قيودًا على مشاركة جيشها في حروب خارج البلاد، حيث تمتنع البلاد بنص الدستور عن اللجوء إلى الحرب من أجل المساس بالسيادة المشروعة للشعوب الأخرى وحريتها، ورغم ذلك فقد شاركت الجزائر بدور ملموس منذ استقلالها واسترجاع سيادتها في عدد من الحروب المتعلقة بالصراع العربي الإسرائيلي ضد إسرائيل باعتبارها تمتلك واحدًا من أهم الجيوش العربية التي تمثل أحد ركائز الأمن القومي العربي.

## الدولة الزيانية  (1235–1556)
| الصراع                                                                     | الطرف 1                           | الطرف 2                  | النتائج للجزائر وحلفائها                                                                 |
| -------------------------------------------------------------------------- | --------------------------------- | ------------------------ | ---------------------------------------------------------------------------------------- |
| الحرب الزيانية الموحدية (1236–1248) الموقع : الجزائر وشرق المغرب           | الدولة الزيانية                   | الموحدين                 | فوز الزيانيين - تحقيق الاستقلالية الزيانية                                               |
| معركة وجدة 1248 الموقع : وجدة                                              | الدولة الزيانية                   | الموحدين                 | فوز الزيانيين - تحقيق الاستقلالية الزيانية                                               |
| حصار تلمسان (1299–1307)(1299-1307) الموقع : تلمسان                         | Zayyanid Sultanate                | Marinid Sultanate        | فوز الزيانيين - استسلام المرينيين وفك الحصار                                             |
| حصار تلمسان(1335-1337) الموقع : تلمسان                                     | Zayyanid Sultanate                | Marinid Sultanate        | فوز المرينيين - السيطرة على أجزاء من المغرب الأوسط                                       |
| معركة القيروان(1348) الموقع: القيروان, تونس                                | الزيانيين الحفصيين                | المرينيين                | فوز الحفصيين والزيانيين                                                                  |
| حرب الساحل البربري(1 جويلية – 1 أوكتوبر 1390) الموقع: المهدية (تونس اليوم) | الحفصيين الزيانيين الحفصيين بجاية | مملكة فرنسا جمهورية جنوة | انسحاب صليبي                                                                             |
| الفتح الزياني لفاس الموقع: فاس, المغرب                                     | الزيانيين                         | المرينيين                | فوز الزيانيين - أصبح المرينيون تابعين للسلطة الزيانية                                    |
| معركة المرسى الكبير الموقع: المرسى الكبير                                  | الزيانيين                         | الامبراطورية البرتغالية  | فوز الزيانيين                                                                            |
| الحملة الاسبانية على المغرب الاوسط الموقع: السواحل الجزائرية               | الزيانيين                         | الامبراطورية الاسبانية   | فوز اسباني - وهران، مرسى الكبير، الجزائر العاصمة، شرشال, تم السيطرة على جيجيل من الاسبان |
| الحملة الأسبانية إلى تلمسان الموقع:تلمسان                                  | الزيانيين                         | الامبراطورية الاسبانية   | فوز الزيانيين                                                                            |

## الجمهورية الجزائرية الديموقراطية الشعبية (1962-الى غاية يومنا هذا)
| الصراع            | الجزائر وحلفائها                                                                                     | الخصوم  | النتيجة | رئيس الدولة  | القائد العام | الخسائر   | الخسائر   |
| الصراع            | الجزائر وحلفائها                                                                                     | الخصوم  | النتيجة | رئيس الدولة  | القائد العام | العسكريين | المدنيين  |
| ----------------- | --- | ------- | --- | ------------ | ------------ | --------- | --------- |
| حرب الرمال (1963) | الجزائر · مصر                                                                                        | المغرب  | طريق مسدود - إغلاق حدود جنوب فكيك. - تخلى المغرب عن نواياه للسيطرة على بشار وتندوف بعد وساطة منظمة الوحدة الأفريقية. | أحمد بن بلة  | هواري بومدين | غير معروف | غير معروف |
| حرب 1967 (1967)   | مصر · سوريا · الأردن · السعودية · العراق · لبنان · السودان · الجزائر                                 | إسرائيل | هزيمة - احتلت إسرائيل قطاع غزة وسيناء والضفة الغربية ومرتفعات الجولان. | هواري بومدين | الطاهر زبيري | غير معروف | غير معروف |
| حرب أكتوبر (1973) | مصر · سوريا · العراق · الأردن · الجزائر · كوبا · المغرب · تونس · السعودية · الكويت · ليبيا · السودان | إسرائيل | انتصار عربي، أدّى إلى هُدنة في ظل وجود أراض عربية محتلة، علما بأن كلا الطرفين ادعيا النصر - نجحت مصر في تدمير خط بارليف واستعادة أجزاء من شبه جزيرة سيناء. - استعادت سوريا مدينة القنيطرة ودمرت خط آلون. - توقّف الهجوم العربي على إسرائيل، بموجب وقف إطلاق النار برعاية الأمم المتحدة. - اتفاقية فك الاشتباك الأولى ثم اتفاقية فك الاشتباك الثانية على الجبهة المصرية. - مؤتمر جنيف (1973) واتفاق سيناء المؤقت. - اتفاقية فك الاشتباك بين سوريا وإسرائيل على الجبهة السورية. - استكمال تحرير سيناء بموجب معاهدة السلام المصرية الإسرائيلية. | هواري بومدين | هواري بومدين | غير معروف | غير معروف |